# Harry Porter
Harry Porter (Harry Franklin Porter; * 31. August 1882 in Bridgeport, Connecticut; † 27. Juni 1965 in Hartford, Connecticut) war ein US-amerikanischer Hochspringer und Olympiasieger.
Er startete für die Cornell University und wurde 1905 Zweiter der College-Meisterschaften. Nach seinem Abschluss schloss er sich dem Irish-American AC an. 1908 wurde er US-Meister und qualifizierte sich damit für die Olympischen Spiele in London. Dort gewann er den Wettbewerb im Hochsprung mit 1,90 m und zwei Zentimetern Vorsprung. 1909 war Porter mit 1,93 m Weltjahresbester, 1911 wurde er noch einmal US-Meister. 
Harry Porter war 1,89 m groß und wog in seiner aktiven Zeit 79 kg.